# Coremark
Coremark hay CoreMark là một kiểm chuẩn tổng hợp để xác định hiệu suất của bộ xử lý trung tâm (CPU) dùng trong các hệ thống nhúng .
Coremark được Shay Gal-On ở "Embedded Microprocessor Benchmark Consortium" (EEMBC) phát triển năm 2009 và được dự định để trở thành một tiêu chuẩn công nghiệp, thay thế cho kiểm chuẩn Dhrystone. Mã trình được viết bằng ngôn ngữ C và chứa các thuật toán sau: xử lý danh sách (tìm và sắp xếp), thao tác ma trận (các phép toán ma trận thông thường), kiểm hệ trạng thái (xác định xem một luồng ngõ vào có chứa số hợp lệ), và kiểm "số kiểm dư chu trình" (CRC) .

## Đánh giá
Coremark cho phép so sánh một số lượng lớn các hệ thống, bao gồm không chỉ các hệ thống nhúng, mà cả các hệ thống máy tính để bàn và máy chủ. Vấn đề là các nhà sản xuất phần cứng có thể tối ưu hóa cài đặt trình biên dịch, làm cho việc so sánh các kết quả của các kiến trúc hệ thống khác nhau khó khăn hoặc hầu như không thể .